# S'Arboçar de Coanegra
S'Arboçar de Coanegra és una possessió de Santa Maria del Camí (Mallorca) situada al raiguer de la Serra de Tramuntana. Compta amb cases construïdes en el segle xvii. Ha estat molt subdividida, sobretot amb Can Moragues, que té cases adjuntes a les de s'Arboçar. En el passat confrontava amb Marratxí a ses Basses i amb Alaró (ara Consell) a Mainou. En el límit nord tenia Son Torrella i Son Verdera. En el sud la Cavalleria de Santa Maria (on ara hi ha el nucli urbà), Terrades i Son Barca. Hi destaca el Molí de s'Arboçar, amb habitatge esbucat. El buit de la torre conserva l'escala de caragol i els escalons. Ja existia el 1789.
La possessió pertangué després de la conquesta de 1229 a Bernat de Santa Eugènia que l'establí a Marquet de Torrella i després a Berenguer Batle. El 1277 passà a Berenguer Tallaloca. El 1516 Jaume Desportell l'estableix a Bartomeu Jaume. El 1765 nasqué a s'Arboçar Bartomeu Jaume i Canyelles, prevere, erudit i investigador, doctor en teologia, fundador i director de la nova Reial Casa d'Expòsits i Paborde de la Seu de Mallorca.